# Decimus Iunius Brutus Callaicus
Decimus Iunius Brutus Callaicus, také Junius Brutus Gallaecus (181 př. n. l. nebo 180 př. n. l. Řím, 113 př. n. l.) byl římský politik, konzul, senátor a vojevůdce z rodu Iuniů v období republikánské vlády; jako vojevůdce vedl římské legie vítězně v Hispánii a v Ilýrii.

## Život
Pocházel z významné římské patricijské rodiny Iuniů Brutů. Byl synem Marca Iunia Bruta a jeho manželky neznámého jména. Jeho starší bratr, právník Marcus Iunius Brutus II., byl dědečkem jednoho z Caesarových vrahů, Marca Iunia Bruta.
Do historie vstoupil až v roce 138 př. n. l., kdy se připomíná v úřadu římského konzula společně s Publiem Corneliem Scipionem. Náležel k aristokratické frakci optimátů, povyšující se nad plebejce. Po zavraždění lusitánského vůdce Viriatha vedl jako generál římské legie proti Lusitánům při dobývání jihozápadní části Iberského poloostrova, v tehdejší provincii Hispania ulterior. Získal důležitá vítězství na jihu současného Portugalska, založil město Braga a přesunul se na sever. Opevnil město Olisipo (Lisabon) a vedl další útoky na sever, kde založil opevněné sídlo u Viseu, překročil řeku Douro a v roce 137 př. n. l. dosáhl řeky Limy. Pak postupoval dále k řece Minho. Mimo jiné založil město Valentia pro římské válečné veterány. Rozšířil nadvládu Říma pravděpodobně až k pobřeží Atlantiku.
V roce 136 př. n. l. mu senát za vítězné tažení do Callaicie uspořádal v Římě triumfální pochod a udělil mu titul Callaicus. Decimus Brutus dal z vděčnosti za vítězství na Martově poli postavit Martův chrám a do něj objednal u sochaře Skopáse dvě monumentální sochy sedících řeckých bohů: boha zuřivé války Area a bohyně krásy a plodnosti Afrodíté.
V roce 129 př. n. l. se Brutus jako vyslanec konzula Gaia Sempronia Tudicana účastnil bojů proti barbarským kmenům Iapodů, Liburnů a Histerů v Ilýrii. V roce 121 př. n. l. pomáhal konzulovi Luciovi Opimiovi na Aventinu v boji proti populárům, stoupencům reformátora Gaia Sempronia Graccha. Tři tisíce z nich bylo popraveno.
Brutus byl až do své smrti v roce 113 př. n. l. prokonzulem Lusitánie a společně s Caiem Mariem opět zvítězil nad vzbouřenými lusitánskými kmeny.

## Podporovatel umění
Podporoval výtvarné umění, básnictví (osobně básníka tragéda Lucia Accia), drama a ostatní písemnictví. V chrámech působil jako augur a orátor.